# Гершфельд Давид Григорович
Дави́д Григо́рович Ге́ршфельд (* 28 серпня 1911, Бобринець, Чернігівська губернія, Російська імперія — † 26 січня 2005, Брейдентон, США) — український та молдовський диригент, композитор, заслужений діяч мистецтв Молдовської РСР.

## Родина та початки життєвого шляху
Його батько, Григорій Ісаакович, був скрипалем та композитором.
Закінчив школу-семирічку, грав на духових інструментах в оркестрі кавалерійської дивізії ім. Котовського в Бердичеві, інших військових оркестрах.
Вчився на робітфаці Бердичівського філіалу Київського хіміко-технологічного інституту.
У 1930—1934 роках навчався в Одеському музично-театральному інституті ім. Бетховена — клас фагота та валторни, композицію та теорію музики вчив у М. Вілінського.
По навчанні спрямований на роботу до Молдовської АРСР — в Балту, по тому — в Тирасполь — завідувач музично-постановочної частини Тираспольського Українського театру. Створив Тираспольський Молдовський національний музично-драматичний театр, Будинок художнього виховання дітей (згодом Палац піонерів та школярів), 1937 року засновує першу в МАРСР дитячу музичну школу — очолював до 1940 року.
1937 року очолює засноване з допомогою його зусиль Молдовське відділення Союзу композиторів України, 1940 року перетворене в Союз композиторів Молдови.
З композитором Леонідом Корняну займався збором молдовського музичного фольклору на лівобережжі Дністра, 1939 року вийшла друком анотована молдовських народних пісень з нотами. Також були надруковані зібрані їм зразки непісенного музичного фольклору — переважно традиційні молдовські танцювальні мелодії.
Засновує та очолює 1940 року Молдовську державну консерваторію.
1942 року засновує ансамбль пісні й танцю «Дойна» — оркестр під керунком Шико Аранова, солісти й танцювальна група під його загальним керуванням. Виступали в евакуаційних госпіталях, на фронтах. 1942 року першим отримує звання заслуженого діяча мистецтв Молдовської РСР.

## Післявоєнний час, гоніння та еміґрація
1944 року повертається до Кишинева, займається відновленням Союзу композиторів Молдовської РСР та Кишинівської консерваторії — стає її художнім керівником та головуючим правління Молдовського музично-хорового товариства і директором утвореного його зусиллями 1945 року Кишинівського музичного училища. Також посприяв створенню оперної студії при консерваторії.
1947 року піддається розгромній критиці в газеті «Радянська Молдова» у рамках боротьби з «безродними космополітами», звільнений зі всіх займаних посад, але й без роботи не перестав писати музику.
За «хрущовської відлиги» 1956 року відновлений головою Союзу композиторів Молдовської РСР, директором Кишинівської консерваторії та музичного училища, до 1964 року очолював Молдовське радіопередавання.
1955 року засновує в Кишиневі Молдовський державний театр опери та балету, на прем'єру написав першу молдовську оперу «Грозован» (на лібрето В. Руссу про гайдука Григорія Грозована). Другою прем'єрою була його опера «Аурелія» (1959).
1964 року приходить чергова «чистка», знову полишає всі займані посади та 1966 року оселяється в Сочі, до 1992 року очолював Сочинську філармонію.
1992 року виїздить до США, оселився в Брейдентоні (Флорида).

## Праці
Є автором трьох опер — третя — «Сергій Лазо» (1980),
- балету «Радда» — по оповіді Максима Горького «Макар Чудра»,
- музичної комедії,
- трьох кантат,
- концерту для скрипки з оркестром,
- трьох молдовських танцювальних сюїт,
- пісень та романсів — на вірші молдовських поетів та Сергія Єсеніна,
- обробок молдовських народних танців,
- музики до драматичних спектаклів,
- пісні про Сочі «Святкове Сочі»,
- ораторії пам'яті Андрія Сахарова на слова Михайла Хазіна,
- музики до першої кінокомедії кіностудії Молдова-фільм «Не на своєму місці» (1958, сценарій Йона Друце).

І в Сочі, і в США не перестав писати композиції на слова молдовських та румунських поетів — перший сезон Молдовського державного театру опери та балету 1980 року відкрився оперою «Сергій Лазо» — роль Ольги виконала Марія Бієшу, в США — цикл романсів по мотивах творів Міхая Емінеску.

## Педагог, родина
Як педагог, серед інших, підготував Бориса Раїсова, Марію Бієшу, Валентину Савицьку.
Його син, Альфред Гершфельд — молдовський диригент та композитор, головний диригент Молдовського театру опери та балету, засновник Молдовського національного камерного оркестру.